# Nowoseliwka (rejon nowoukraiński)
Nowoseliwka (ukr. Новоселівка) – osiedle na Ukrainie, w obwodzie kirowohradzkim, w rejonie nowoukraińskim, w hromadzie Riwne. W 2001 liczyło 276 mieszkańców.